# NGC 5810
NGC 5810 este o galaxie spirală situată în constelația Balanța. A fost descoperită în 1886 de către Ormond Stone⁠(d).